# Desnatadora
Una desnatadora es una herramienta que permite separar la nata de la leche.

## Historia
En 1878, el sueco Gustaf de Laval inventó una desnatadora centrifugadora basándose en un procedimiento del alemán Wilhelm Lefeldt. En 1889, AB Separator, la sociedad de Laval, compró la patente de los discos cónicos del barón alemán Clemens von Bechtolsheim, a los que llamó discos Alfa, y al año siguiente comercializó una nueva desnatadora que utilizaba estos discos que mejoraban la separación de los ingredientes. En 1894, Laval fabricó su primera Colibri.
En 1888, el belga Jules Mélotte registró la patente de una nueva desnatadora, y en 1893 se comercializó la de los alemanes Franz Ramesohl y Franz Schmidt. A partir de esa fecha, el proceso de separación centrífuga fue aplicada a la industria.

## Utilización
Sustituye al proceso de formación de la crema de leche por reposo de la leche, que significaba esperar varias horas hasta que la crema (crème fleurette) subiese a la superficie.
La leche cruda, ligeramente calentada, se vierte en la desnatadora de separadores troncocónicos o discos que, una vez en funcionamiento, separa los glóbulos grasos (la nata) de la leche (leche desnatada). Este proceso de desnatado se realiza mediante centrifugación. Con las máquinas empleadas a partir de los años 1990, la materia grasa que queda es inferior a 0,5g/kg.
La crema cruda obtenida puede ser utilizada en la cocina o pasteurizada para convertirse en crème fraîche líquida que, si se le inyectan fermentos lácticos, se transforma en crème fraîche. Puede también transformarse en mantequilla con ayuda de una mantequera.

## Galería

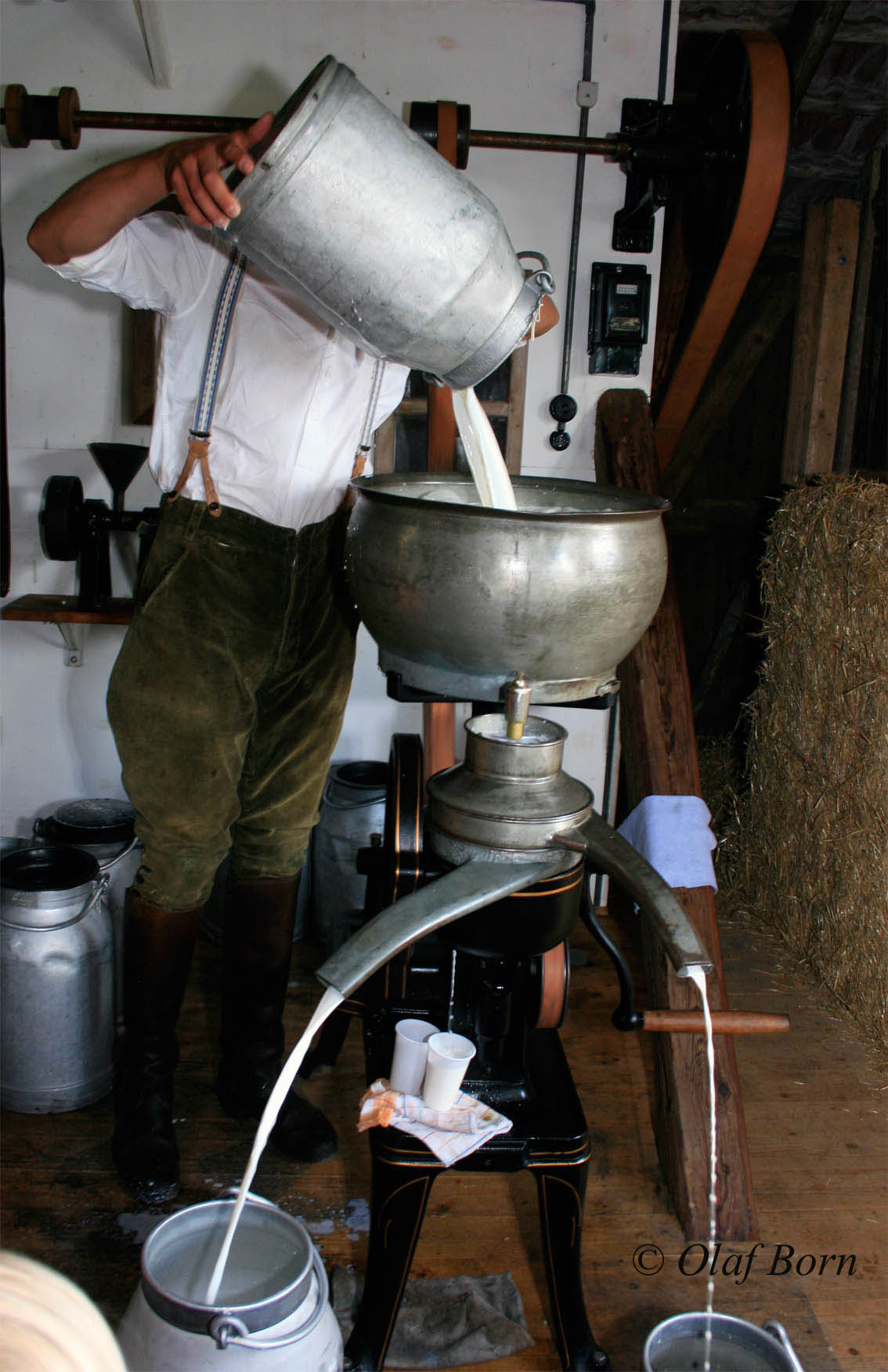
Proceso de separación de la crema y del suero de leche.
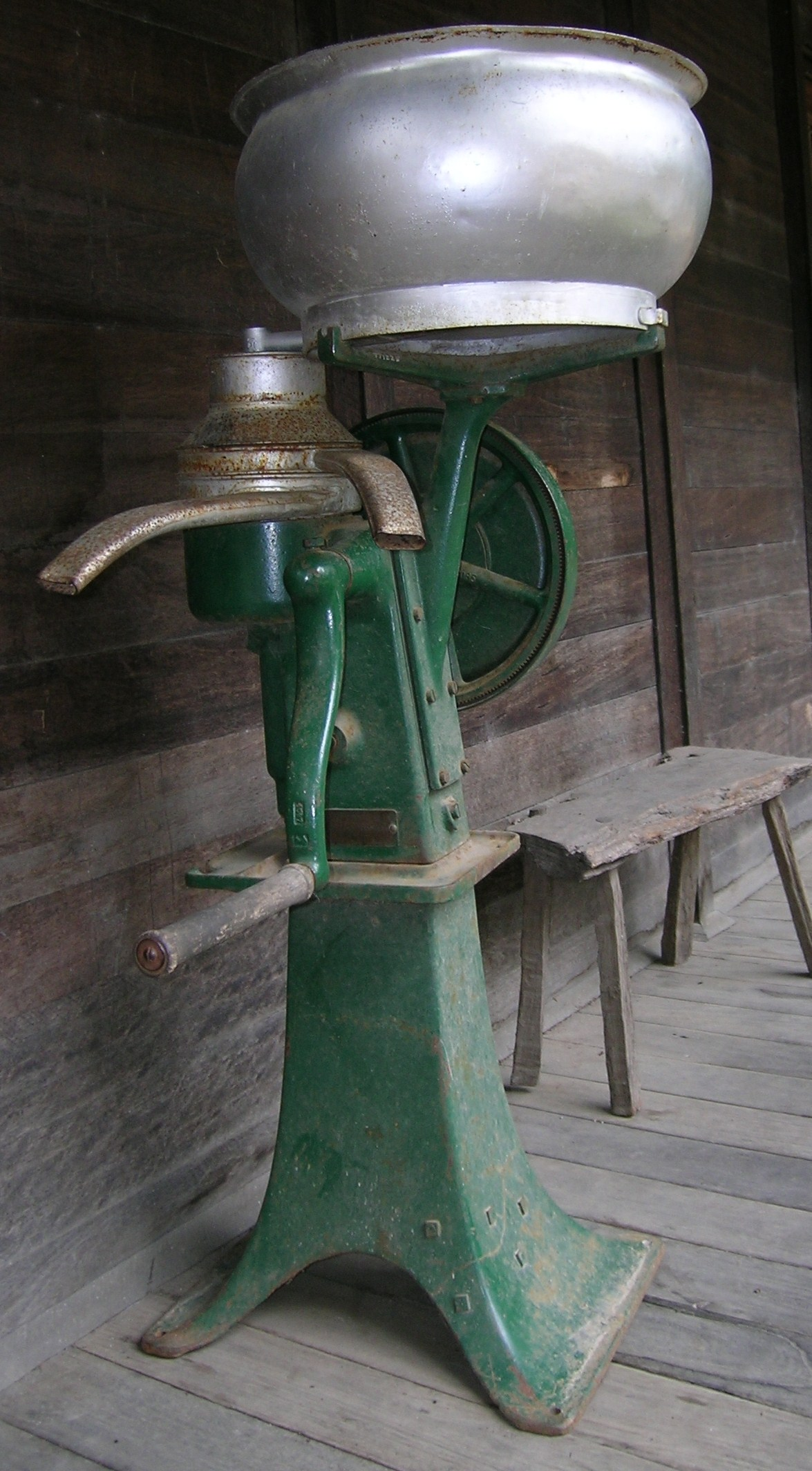
Una desnatadora Alfa Laval.
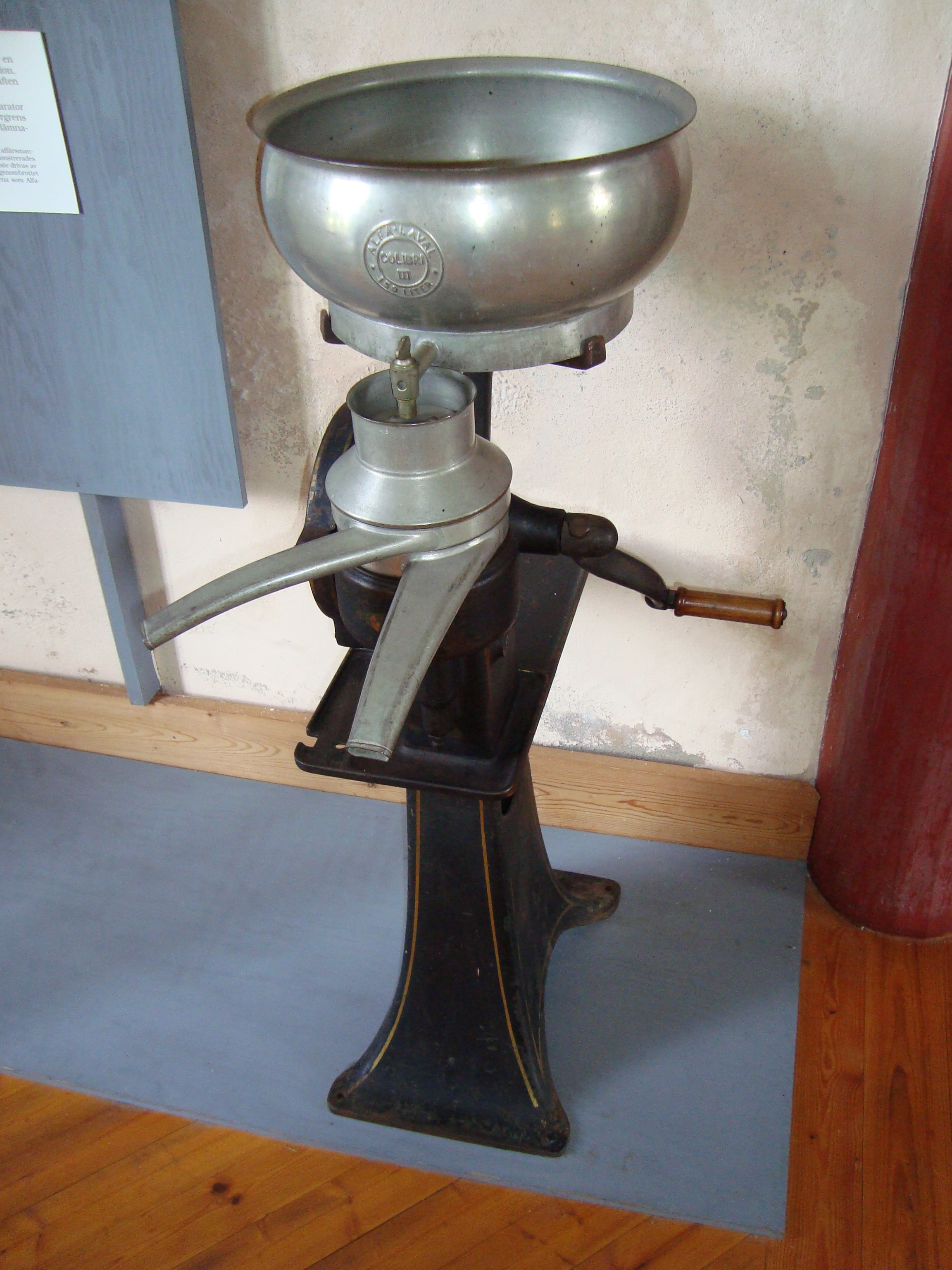
La desnatadora Alfa Laval Colibri III.
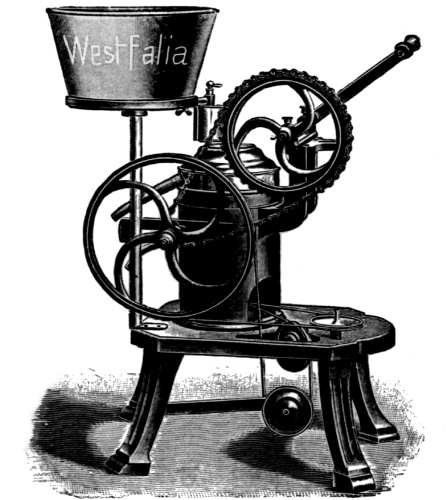
La desnatadora alemana Ramesohl & Schmidt oHG, 1893.
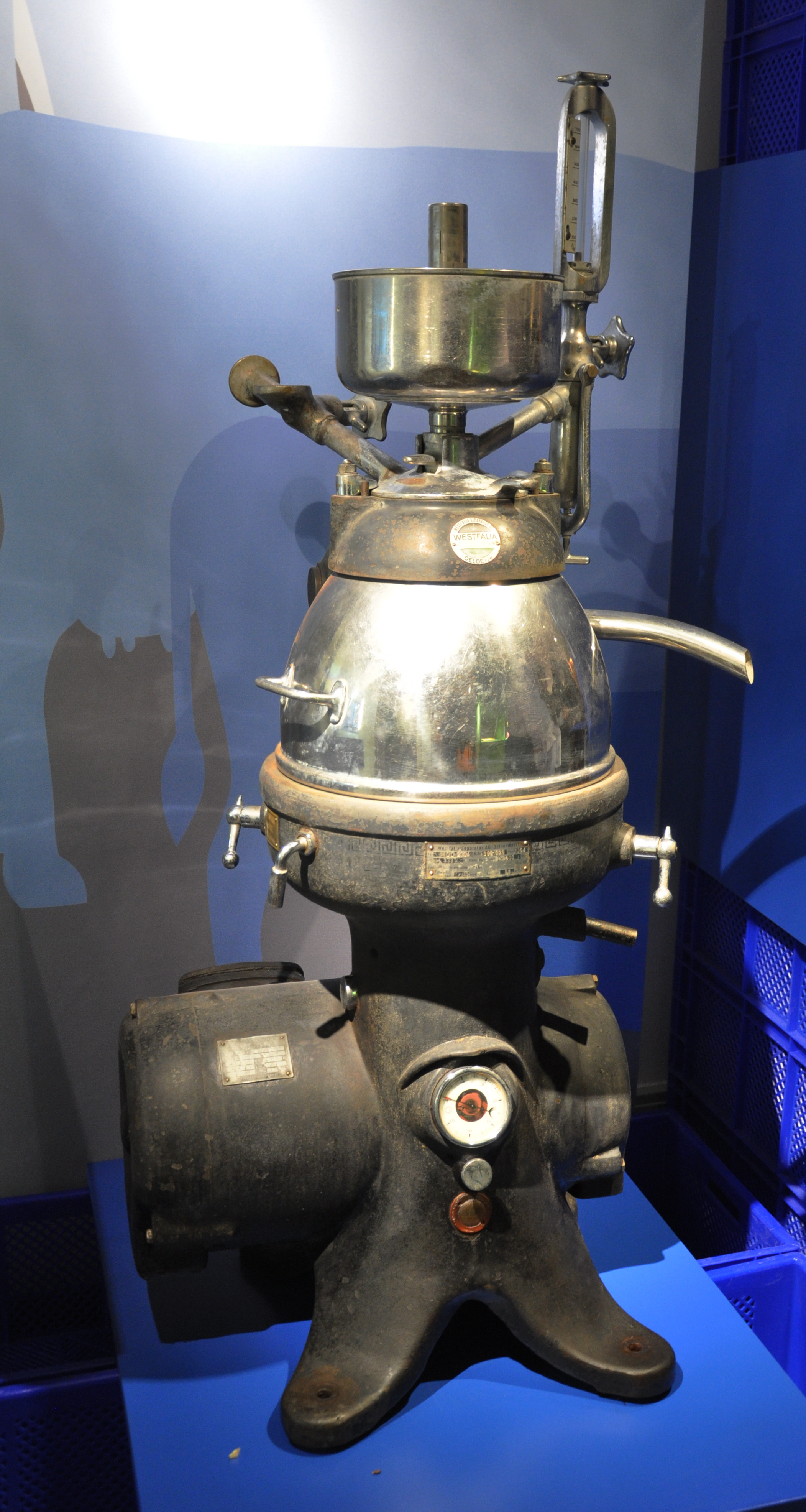
Una Westfalia Separator AG eléctrica, 1954.
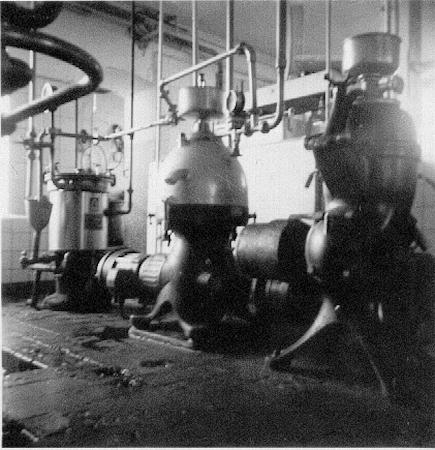
Separadores eléctricos, Alemania.